# Нешко Милованович
Нешко Милованович (на сръбска кирилица: Нешко Миловановић) е бивш сръбски футболист, понастоящем футболен треньор. През сезон 2022/23 е старши треньор на ФК Сливнишки герой (Сливница).
Шампион на България на три пъти (2 пъти с ПФК Левски (София) и веднъж с ПФК Локомотив (Пловдив), носител на Купата на България през 2000 година.

## Кратка биография
Роден е в град Чачак, бивша Югославия ( понастоящем в Сърбия), като освен сръбско гражданство от 2000 година има и българско, придобито по време на престоя му като футболист в България.
Израства в школата на ФК Борац Чачак, като дебютира за първия тим на отбора през 1995 година. През 1996 година заминава за САЩ, където до 1997 година играе за Балтимор Бласт (в зала). Завръща се в Сърбия, като заиграва за тима на ФК Раднички 1923, където за две години се превръща в един от най-постоянните играчи на клуба, привличайки поглед върху себе си от грандовете в сръбският футбол.
Скоро преминава в тима на ФК Обилич (Белград). През 1999 година е трансфериран в българският елитен тогава тим на ФК Беласица (Петрич). Прави запомнящ се мач през ноември 1999 година с тима на Беласица срещу ПФК ЦСКА (София), като отбелязва и двете попадения за домакините от Петрич, при победата с 2 – 0.
През 2000 година преминава в гранда ПФК Левски (София). С клуба печели две титли на България, както и Купата на България през 2000 година.
Поради контузии, Милованович пропуска голяма част от престоя си при „сините“, след което от 2002 до 2003 година е преотстъпен последователно на китайският ФК Шанхай Шънхуа и на японският тим на Санфрече Хирошима.
Завръща се в България през 2003 година и се присъединява към тима на ПФК Локомотив (Пловдив). Става шампион на България с пловдивският гранд, през Сезон 2003/2004 година.